# 布伦库勒湖 (塔吉克斯坦)

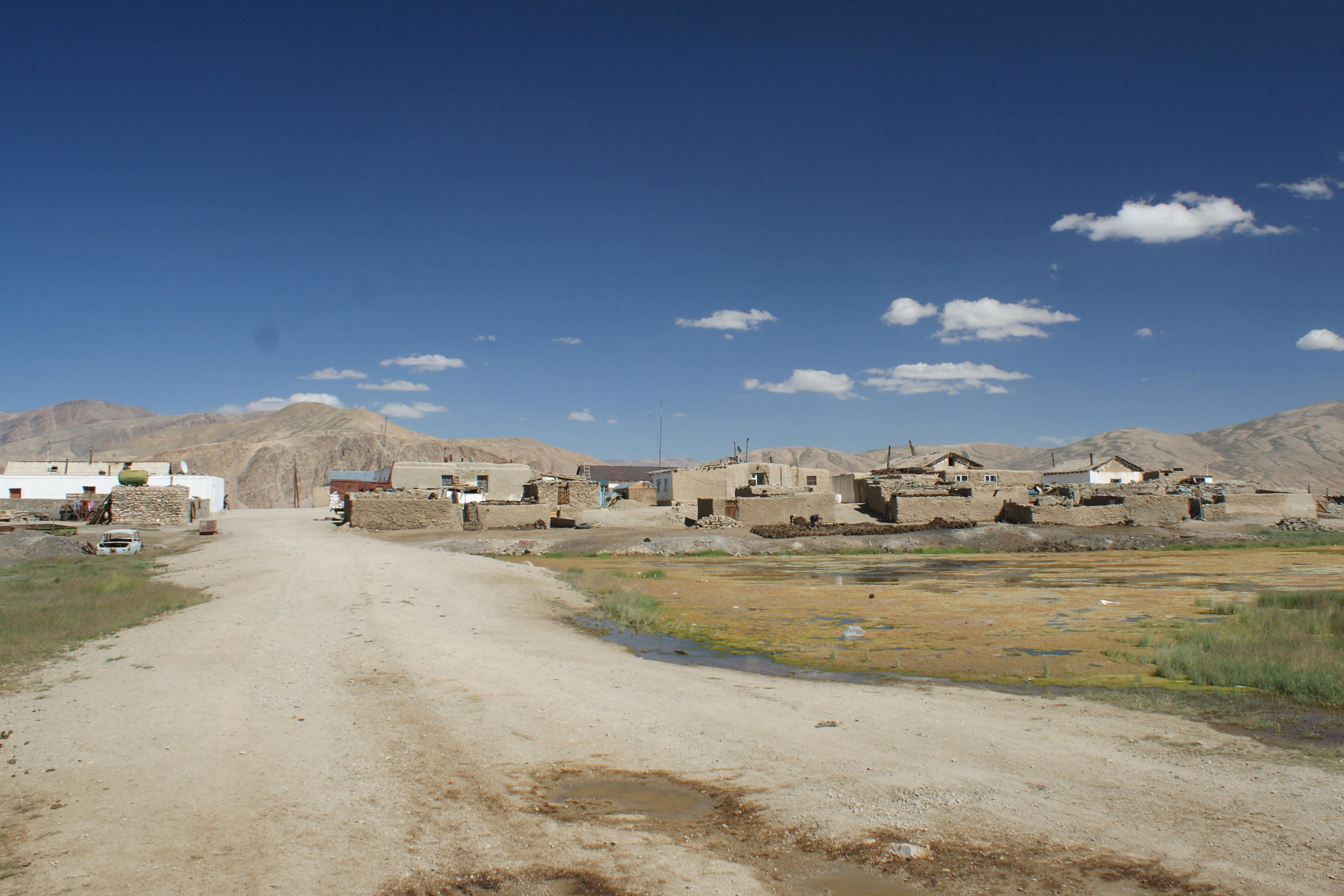
布伦库勒村

布伦库勒湖 是塔吉克斯坦东南部山地巴达赫尚自治州的一个浅水淡水湖，位于首府霍罗格以东约 130 公里处。 位于帕米尔山脉贡特河上游，面积3900公顷，最大深度6米。 茂密的植被覆盖了它的大部分表面。 它距离一个类似的湖泊叶什勒池有 1.5 公里，这两个湖泊都被湿地 和其他沙、卵石平原所包围。

它构成了 布伦库勒和雅什库勒湖和山脉重点鸟区的一部分。
1967年，该湖放养了37 000条银鳕鱼。
布伦库勒村被称为中亚最寒冷的居住地之一，最低气温为 -63 摄氏度 。
布伦库勒湖和布伦库勒村出现在联合国大学的一部环境短片 （页面存档备份，存于）中。